# Trevi Group
Die Trevi Group (Trevi – Finanziaria Industriale S.p.A.) ist ein italienischer Bauunternehmen mit Sitz in Cesena in der Emilia-Romagna. Die Trevi Group ist auf den Tiefbau spezialisiert, insbesondere auf Spezialfundamente. Öl- und Gasbohrungen spielten ebenfalls eine bedeutende Rolle. Der Konzern ist in über 90 Ländern aktiv.
Zum Konzern gehören das Bauunternehmen Trevi, der Baumaschinen- und Baugerätehersteller Soilmec, die Firma Trevi Energy sowie weitere Tochterunternehmen im Ausland.

## Geschichte
1957 gründete der Vermessungstechniker Davide Trevisani in Cesena die Impresa Palificazioni Trevisani Geom. Davide, die 1983 in Trevi umbenannt wurde. 1962 trat auch der jüngere Bruder Gianluigi Trevisani in das Bauunternehmen ein, das er vorwiegend im Ausland vertrat. 1967 erhielt das Unternehmen einen ersten Großauftrag aus dem Ausland, die Fundamente der Apapa Road in Lagos, Nigeria. 1977 entstand in Nigeria das Tochterunternehmen Trevi Foundations Nigeria Ltd, das dann den Auftrag für die Fundamente der Third Mainland Bridge in Lagos erhielt.
1971 gründete man in Argentinien die Pilotes Trevi und 1973 die Tecnosol in Rom, die 1975 den Bau der Fundamente des Kraftwerks Porto Tolle übernahm. Zwischen 1977 und 1980 begann das Unternehmen mit dem Ausbau der Häfen von Bandar Abbas im Iran und Gioia Tauro in Süditalien sowie mit den Arbeiten an der Alicurá-Talsperre in Argentinien und an der Vajiralongkorn-Talsperre in Thailand. In jenen Jahren wurden auch die Auslandstöchter Trevi Hong Kong (1980), Trevi Foundations Philippines (1981) und Italthai-Trevi Company Ltd. in Thailand (1982) gegründet.

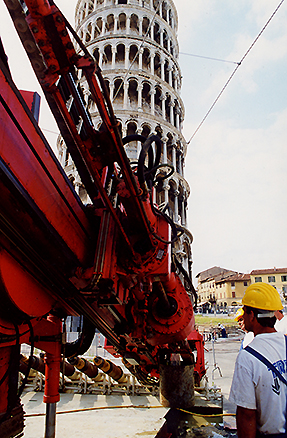
Trevi Group bei Sanierungsarbeiten am Schiefen Turm von Pisa (1995)

1992 begann Trevi mit dem Bau der Ertan-Talsperre in China, 1994 legte man die Fundamente für die Vasco-da-Gama-Brücke in Lissabon, 1995 begann das Unternehmen mit den Arbeiten an den Fundamenten des Schiefen Turms von Pisa, der sich bedenklich geneigt hatte. 1996 nahm das Unternehmen am Bau der neuen Bibliotheca Alexandrina in Ägypten teil. Es konsolidierte in dieser Zeit auch die Fundamente verschiedener Moscheen.
1997 erwarb Trevi die Spezialtiefbaufirma ICOS Boston (Impresa Costruzioni Opere Specializzate), über die man Zugang zum nordamerikanischen Markt erlangte. ICOS (heute TREVIICOS) hatte an den Projekten Big Dig in Boston, Four Seasons Hotel in Miami, an verschiedenen Talsperren und am neuen World Trade Center in New York mitgearbeitet.
1999 erwarb die Trevi-Gruppe die Swissboring Piling Overseas Corporation, die seit 1973 in den Golfstaaten aktiv gewesen war. In den folgenden Jahren erhielt der Konzern Aufträge aus etlichen anderen Ländern, unter anderem aus Neuseeland. In etlichen Fällen handelte es sich um Arbeiten an Talsperren.
2007 feierte das Unternehmen sein 50-jähriges Bestehen in New York, wo man die Arbeiten an den Fundamenten des One World Trade Center abgeschlossen hatte.
Der Erdöl- und -gasbereich, aus den Unternehmen Drillmec und Petreven bestehend, wurde 2019 an eine indische Firmengruppe verkauft.

## Trevi Group im deutschsprachigen Raum
Im deutschsprachigen Raum gehören in beiden Geschäftsfeldern mehrere Tochterunternehmen und Beteiligungen zur Trevi Group, darunter:
- Soilmec Deutschland GmbH, Olpe
- Trevi Geotechnik GmbH, Graz
- Trevi Spezialtiefbau GmbH, München

## Anteilseigener
(Stand: April 2024)
| Anteil   | Anteilseigner                           |
| -------- | --------------------------------------- |
| 21,276 % | Italienischer Staat über die CDP Equity |
| 19,946 % | Polaris Capital Management              |
| 5,104 %  | Praude Asset Management                 |
| 53,674 % | Streubesitz                             |